# Chris Ruane
Christopher Shaun Ruane (né le 18 juillet 1958) est un homme politique gallois du parti travailliste qui est le député pour la vallée de Clwyd de 1997 à 2005 et de 2017 à 2019.

## Jeunesse
Ruane fréquente l'école primaire catholique romaine Ysgol Mair à Rhyl. Il va ensuite au lycée catholique Blessed Edward Jones sur Cefndy Road à Rhyl, puis à Flintshire, plus tard à Clwyd et depuis 1996 à Denbighshire. Au College d'Aberystwyth, il obtient un BSc en économie en 1979. A l'Université de Liverpool il obtient un PGCE en 1980. Il est conseiller municipal à partir de 1988 et président de la région de West Clwyd NUT.
Il est instituteur de 1982 à 1997 et directeur adjoint de 1991 à 1997.

## Carrière parlementaire
Il se présente à Clwyd North West en 1992.
Il est secrétaire parlementaire privé de Peter Hain de 2003 jusqu'à sa démission en mars 2007 pour protester contre la décision de remplacer Trident. En 2003, Ruane vote en faveur de la Guerre d'Irak.
Il perd son siège au profit du conservateur James Davies lors de l'élection générale de 2015. Cependant, il est réélu dans la circonscription de Vale of Clwyd aux élections de 2017.
Ruane est opposé au Brexit avant le référendum de 2016 et soutient un deuxième référendum. De 2017 jusqu'à l'élection générale de 2019, Ruane est ministre de l'ombre du Pays de Galles du Labour. Dans son rôle, il fait régulièrement campagne pour la nécessité d'une plus grande transparence autour du remplacement proposé par le gouvernement du financement de l'Union européenne après le Brexit, au motif que le Pays de Galles a historiquement été un bénéficiaire net de financement.
En tant que parlementaire, Ruane dépose de nombreuses questions parlementaires écrites et est régulièrement l'un des utilisateurs les plus prolifiques de la procédure parmi les députés.
En 2013, il travaille avec Lord Layard et l'Oxford Mindfulness Center pour établir une pratique de la pleine conscience au Parlement britannique. Depuis lors, 260 parlementaires britanniques et 460 membres de leur personnel ont reçu une formation à la pleine conscience. Au cours de sa période d'absence, en 2015-2017, en collaboration avec la Mindfulness Initiative (MI), il développe des liens avec des politiciens et des défenseurs de la pleine conscience dans 39 législatures à travers le monde et contribue à établir une pratique de la pleine conscience dans 13 de ces législatures.
En 2018, Chris rétablit le Groupe parlementaire multipartite sur l'économie du bien-être en collaboration avec l'ancien secrétaire en chef du Trésor Lord Gus O'Donnell et Lord Layard.
En 2019, il perd de nouveau son siège au profit du conservateur James Davies lors des élections générales de décembre.